# Lena Sjöberg
Lena Malin Sjöberg, född 3 november 1970 i Sandviken, är en svensk författare, illustratör och serieskapare.

## Biografi
Lena Sjöberg är född och uppvuxen i Sandviken och bor numera (2022) i Mörtfors. Hon debuterade som författare 2005 med bilderboken Hurman hittar en skatt och med humorboken Dom är sötast när dom sover. Hon har gett ut såväl seriealbum som barn- och vuxenböcker och illustrerat för press.
Sjöbergs böcker finns översatta och utgivna i ett femtontal länder.

### Familj
Lena Sjöberg är gift med författaren och illustratören Jakob Wegelius och har två barn.